# Legion Polski w Finlandii

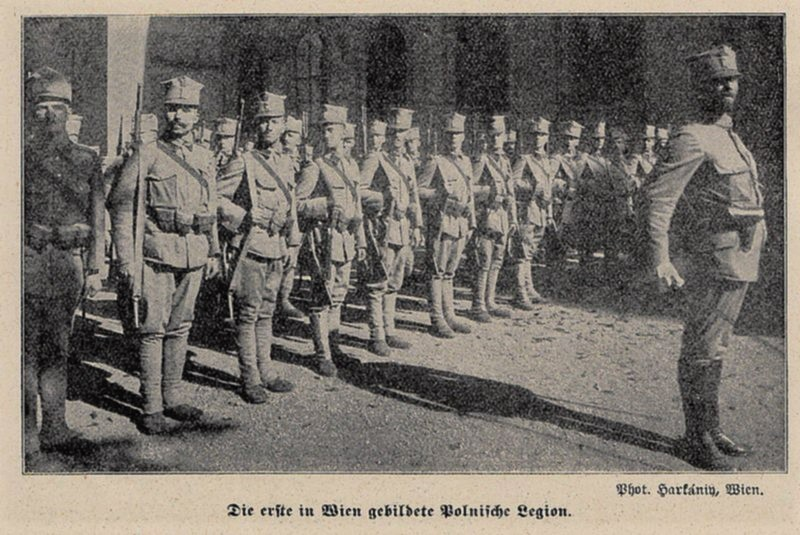
Żołnierze Legionu Polskiego w Finlandii.

Legion Polski w Finlandii (fiń. Puolan Legioona Suomessa) – ochotnicza formacja wojskowa złożona z Polaków z armii rosyjskiej istniejąca przed i podczas fińskiej wojny domowej w latach 1917–1918.

## Historia Legionu
Po rewolucji lutowej w Rosji wojskowi armii carskiej pochodzenia polskiego, stacjonujący na terytorium Wielkiego Księstwa Finlandii, zaczęli tworzyć rady wojskowe. Powstały one w wielu fińskich miejscowościach, jak Helsinki, Ino, Lappeenranta, Tampere, Vaasa, Turku, Oulu, Tornio, Hämeenlinna, Kokemäki, Rauma, Panelia, Riihimäki, Kotka, Mikkeli, Pori, Viipuri, Hanko. Ich przedstawiciele zdecydowali o utworzeniu polskiej formacji wojskowej.
W takiej sytuacji 24 kwietnia 1917 w Viipuri został sformowany Legion Polski w Finlandii. Jednym z jego twórców był Aleksander Wilczewski. Na jego czele stanął rtm. Stanisław Bogusławski. Formacja składała się z kombinowanego batalionu z różnych rodzajów broni w Viipuri i kompanii piechoty w Ino oraz baterii ciężkiej artylerii w Suomenlinna. W szczytowym momencie liczyła 37 oficerów i ok. 1,7 tys. żołnierzy. Byli oni dobrze uzbrojeni i wyposażeni. Legion politycznie był podporządkowany Komitetowi Centralnemu Związku Wojskowych Polaków w Finlandii.
Po wybuchu fińskiej wojny domowej w styczniu 1918, Legion podporządkował się władzom Białych, po czym wziął udział w walkach z Czerwoną Gwardią. Działał w rejonie Viipuri, zapewniając porządek w mieście i ochraniając linię kolejową z Viipuri w kierunku granicy rosyjskiej.
Po zakończeniu działań wojennych w maju 1918, polscy legioniści, pozostawiając Finom uzbrojenie i wszelkie wyposażenie wojskowe, powrócili do Polski. Wzięli udział w wojnie z bolszewikami. 
15 lipca 1922 ogłoszono nadanie Krzyży Walecznych członkom Komisji Likwidacyjnej Polskiej Konfederacji Wojskowej i żołnierzom Legionu Polskiego w Finlandii.
Na początku czerwca 1927, w rocznicę 10–lecia utworzenia formacji, odbył się uroczysty zjazd byłych legionistów.